# Rhizophydium androdioctes
Rhizophydium androdioctes är en svampart som beskrevs av Canter 1971. Rhizophydium androdioctes ingår i släktet Rhizophydium och familjen Rhizophydiaceae.   Inga underarter finns listade i Catalogue of Life.